# بانگا، پاکستان
بانگا (به انگلیسی: Banga) یک روستا در پاکستان است که در ناحیه فیصل آباد واقع شده‌است. بانگا ۱۸۱ متر بالاتر از سطح دریا واقع شده‌است.